# Psychotria urbaniana
Espèce
Psychotria urbaniana est une espèce végétale de la famille des Rubiaceae originaire des Petites Antilles.

## Répartition
Psychotria urbaniana est présent dans les forêts tropicales de la Guadeloupe et de la Dominique